# Euphorbia sareciana
Euphorbia sareciana là một loài thực vật có hoa trong họ Đại kích. Loài này được M.G.Gilbert mô tả khoa học đầu tiên năm 1990.